# Asselburg
Asselburg (anche Burg Assel, Asleburch, Asleburg o Hesleburg) era un castello risalente al X secolo a ovest di Hohenassel, oggi distretto di Burgdorf nel circondario di Wolfenbüttel in Bassa Sassonia. Del castello sono sopravvissute solo parti del fossato.

## Storia
Sembra che Bernoardo, futuro vescovo di Hildesheim, nacque ad Asselburg attorno al 933. Altre fonti indicano l'anno di nascita di Bernoardo intorno al 950 e intorno al 960.
Nel 984, i partigiani del re Ottone III si riunirono al castello, appartenente al conte Eccardo I, e lì, sotto la guida del duca sassone Bernardo I, sostenuto dall'arcivescovo Villigiso di Magonza, prepararono una campagna congiunta contro Enrico il Litigioso.
Dal XII secolo la funzione strategica del castello di Asselburg fu trasferita al castello di Lichtenberg, che probabilmente apparteneva anche al dominio degli Assel, e il complesso cadde in rovina.
Dal 1779 fu costruito un palazzo sul sito del castello, noto come castello di Burgdorf.

## Proprietari

### Conti di Assel
- Intorno all'873 compare un conte Riedag/Ricdag (linea collaterale dei Winzenburg) di Assel, fondatore dell'abbazia di Lamspringe e fondatore del castello di Winzenburg. Sua moglie Emhild/Irmhildis apparteneva probabilmente alla stirpe degli Immedingi e del conte Immed/Immat, il fondatore dell'abbazia di Ringelheim. Sembra che la loro figlia Ricburga sia stata la prima badessa di Lamspringe.
  - Eccardo I di Assel, conte di Assel nel 947–950[5] della Sippe di Adalbero[6];
    - Frederuna ⚭ Ermanno, conte di Schwalenberg († prima del 1018);
    - Eccardo II di Assel;
    - Arduico (Hathwig /Hedwig) di Assel († prima del 1018) ⚭ conte Altmann di Oelsburg († 1000/03); Ölsburg oggi è un quartiere di Ilsede. Altmann era in possesso dello Stederburg, ora chiamato Steterburg, un distretto di Salzgitter-Thiede. Da vedova, Edvige e sua figlia fondarono il monastero di Steterburg nella tenuta di Stederburg.
      - Erkanbald († 17 agosto 1021), abate di Fulda dal 997 al 1011 e dal 1011 fino alla sua morte arcivescovo di Magonza[7];
      - Frederunda († 16 marzo 1020), fondatrice e prima badessa del monastero di Steterburg[8].
- Enrico I di Assel († 1107) fu vescovo di Paderborn dal 1084 al 1090 e arcivescovo di Magdeburgo dal 1102 alla morte. Fu eletto vescovo dal capitolo della cattedrale di Paderborn nel 1084 e confermato in carica dal papa. Enrico II di Werl fu nominato anti-vescovo dall'imperatore Enrico IV di Franconia, che gli conferì la diocesi di Paderborn alle porte di Roma. Enrico di Assel, partigiano del papa, non riuscì ad imporsi e fu espulso.
- Edvige di Assel-Woltingerode[9] ⚭ Ermanno I di Winzenburg (?)
  - Enrico (di Winzenburg) conte di Assel (circa 1110/15–1146), fratello di Ermanno II[10].
  - 1) Eufemia di Vohburg, figlia del conte Diepoldo III.
    - Ottone (di Winzenburg) conte di Assel (circa 1130-31 agosto 1171/75) ⚭ Salome[11] († dopo il 1185; figlia del conte Goswin II di Heinsberg[12] e sorella dell'arcivescovo di Colonia Filippo I di Heinsberg). La coppia ebbe figli maschi. Nel 1166/67 prese parte alla lotta contro Enrico il Leone. Il 15 agosto 1186 alla Malstätte di Holle rinunciò ai beni dei Lichtenbergen a Mölme in favore dell'Adelog. Oedelum andò all'abbazia di Loccum. I duchi di Brunswick, che avanzarono delle pretese, ottennero la parte orientale. Questo creò il confine tra la diocesi di Hildesheim e il ducato di Brunswick. Dopo la morte di Salomè, Enrico il Leone rilevò comunque il castello con le terre associate e i beni relativi. Solo la chiesa del castello con le sue strutture e proprietà terriere fu lasciata al vescovo. I Welfen, che si ritirarono nel castello di Lichtenberg, lasciarono la gestione ai balivi di Asleburg.
      - Adelaide († 25 dicembre 1185) ⚭ 1183 Adolfo III.

  - 2) Richenza di Immenhausen, figlia del conte Dudo; vedova di Sigfrido IV di Boyneburg.
    - Sofia (nata nel 1145) ⚭ conte Rottmann I di Himstedt[13].

Nel 1186, dopo la morte di Salomè, il vescovo Adelog di Hildesheim acquistò i possedimenti degli Assel.

### Proprietari successivi
Quando la stirpe degli Assel si estinse nel 1596, Arndt di Kniestedt, la cui nonna proveniva dalla stirpe degli Assel, fu infeudato dal duca Enrico Giulio di Brunswick dei beni della degli Assel. Tra il 1779 e il 1783 la stirpe di Kniestedt vi costruì un nuovo palazzo. Questa magione, chiamata "Castello Burgdorf", è ora di proprietà privata. Nel 1834 la proprietà tornò al ducato di Brunswick, che inizialmente la diede in affitto e la vendette a Carl August Adolf von Cramm il 6 dicembre 1845. La sua famiglia tenne la proprietà fino al 1910.